# Microregiunea Sásd
Microregiunea Sásd (în maghiară Sásdi kistérség) a fost o microregiune statistică (kistérség) din județul Baranya, Ungaria.
Cu o populație de 13.759 locuitori și o suprafață de 383,87 km2, aceasta a existat până în 2014, când în Ungaria, microregiunile ”kistérségek” au fost înlocuite de districte (járások).